# TEMPO3
El Experimento atado para las operaciones interplanetarias de Marte (en inglés Tethered Experiment for Mars inter-Planetary Operations, TEMPO3) es un satélite artificial propuesto derivado del CubeSat destinado a demostrar la generación de gravedad artificial centrípeta. Después del lanzamiento, la nave espacial girará de un extremo a otro para crear una aceleración similar a la de la gravedad en ambos extremos de una cuerda. El proyecto está a cargo de la Mars Society. Su objetivo es construir desde pruebas a gran altitud hasta un eventual vuelo orbital. Se desconoce el estado desde 2012.

## Antecedentes
En la arquitectura Mars Direct para una misión de humanos a Marte, la tripulación en su camino a Marte usa su etapa superior descartada como contrapeso para girar de un extremo a otro. Esta acción genera gravedad para la tripulación y evita que tengan que pasar el viaje de seis meses en condiciones de gravedad cero. Gemini 11 y Gemini 12 demostraron que el concepto era viable, pero desde entonces no se ha realizado ningún trabajo relacionado con la gravedad utilizando ataduras.
TEMPO3 fue seleccionado como el ganador del Mars Project Challenge , organizado por Mars Society en 2008, para determinar el próximo gran proyecto del grupo.

## Concepto de misión
La nave espacial se lanzará con otros satélites CubeSat. Después de separarse de su portador, TEMPO3 girará y luego se dividirá en dos partes conectadas por una correa. La separación reducirá la velocidad de giro, pero aumentará la aceleración medida en los extremos. Los acelerómetros a bordo de la nave espacial detectarán la cantidad de gravedad que se está demostrando y transmitirán esos datos a la Tierra.